# Munții Chugach

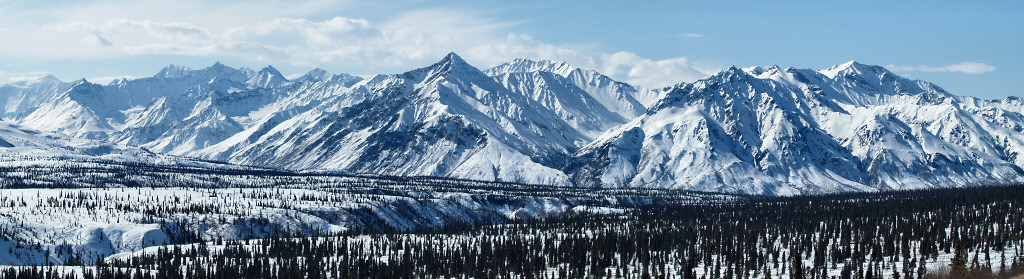
Munții Chugach

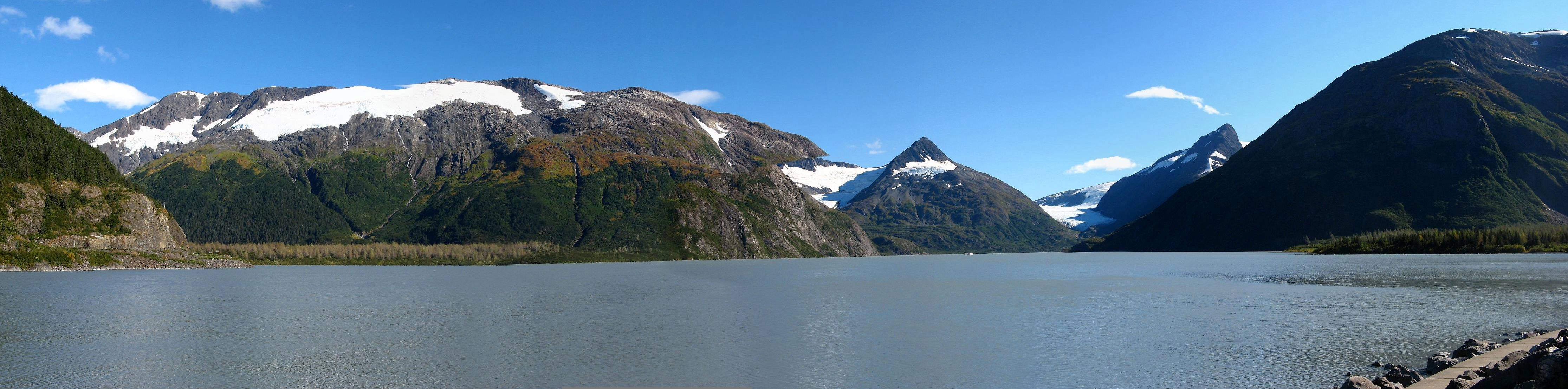
Munții Chugach

Munții Chugach (Chugach Mountains) este un lanț muntos cu lungimea de 500 km, fiind orientați pe direcția est-vest ajungând în sud până la golful Alaska. In nord fac parte din Munții de Coastă de pe țărmul Pacificului. Munții Chugach din punct de vedere geologic sunt munții cei mai tineri din Alaska. Ei se întind pe o suprafață de 50.319 km², având lățimea de  242 km pe direcția nord-sud. Vârful cel mai înalt din cadrul lor fiind Mount Marcus Baker cu altitudinea de 4.016 m deasupra n.m. In regiunea masivului muntos se află Parcul Național Chugach State și Parcul Chugach National Forest.

## Etimologie
Denumirea de  „Chugach“ provine de la populația  „Chugachmiut,” din familia mai largă a neamului eschimoșilor.

## Munți mai importanți
| - Mount Marcus Baker (altitudinea de 4016 m deasupra n.m.) - Mount Steller (altitudinea de 3236 m deasupra n.m.) - Mount Palmer (altitudinea de 2115 m deasupra n.m.) | - Flattop Mountain (altitudinea de 1070 m deasupra n.m.) - Eagle Peak (altitudinea de 2119 m deasupra n.m.) - Polar Bear Peak (altitudinea de 2116 m deasupra n.m.) |